# Ana Turpin Fernández
Ana Turpin Fernández (La Corunya, Galícia, 9 de gener de 1978) és una actriu gallega.

## Filmografia

### Cinema
- O'Donnell 21 (2002, curtmetratge)
- El florido pensil (2002)
- Promoción (Prohibida su venta) (2003, curtmetratge)
- Hot Milk (2005)
- Toma nota (2005, curtmetratge)
- Trío de ases: el secreto de la Atlántida (2008)
- Deseos (2011)
- Para Elisa (2013)
- Autoréplica (2013)

### Televisió
- Nada es para siempre (2000)
- El secreto (2001)
- Paraíso (2001-2003)
- Géminis, venganza de amor (2002-2003)
- El comisario (2004)
- Hospital Central (2004)
- Amar en tiempos revueltos (2005-2009)
- La señora (2008)
- 700 euros (2008)
- De repente, los Gómez (2009)
- Bandolera (2011-2012)
- El don de Alba (2013)

### Teatre
- La ratonera (2011), de Agatha Christie.[1]

### Publicitat
- Anunci de televisió (Grupo SOS - Galletas Cuétara flakes)[1]
- Imatge de MoviLine (actual Movistar)[1]
- Imatge de El Corte Inglés[1]

### Videoclip
- ¿Que pides tu? d'Alex Ubago[1]

## Premis
- Premi Punto Radio La Rioja 2009 a la Millor actriu per "Amar en tiempos revueltos"